# Blasonering
Blasonering är inom heraldik en beskrivning av ett vapen i text, så att man enbart med hjälp av denna beskrivning kan framställa en korrekt avbildning av vapnet. Syftet med att ha en sådan textbeskrivning är dels att lättare kunna jämföra olika vapen, dels att innehållet får ett visst oberoende av det konstnärliga utförandet.
När man fastställer ett vapen, så är det blasoneringen man fastställer, inte bilden (till skillnad från till exempel moderna varumärken, som alltid registreras med ett visst utseende). Därför kan man se ett och samma vapen i något olika utföranden på olika ställen, men det är ändå att betrakta som samma vapen.
Verbet blasonera innebär att beskriva ett vapen genom en blasonering. Ordet blasonering är ett lån från det franska ordet blasonnement med samma betydelse, efter ordet blason som betyder sköld.

## Termer
Inom blasonering förekommer ett stort antal specialtermer för att beskriva ett vapen. Termerna är olika på olika språk, och även de heraldiska reglerna varierar från land till land. I några få fall är de heraldiska reglerna så olika, att en heraldisk term på ett språk inte kan direktöversättas till någon motsvarande term på ett visst annat språk.
| Exempel      |       |        |            |           |                          |
| ------------ | ----- | ------ | ---------- | --------- | ------------------------ |
| Svenskt namn | Delad | Kluven | Ginstyckad | Kvadrerad | Kvadrerad med hjärtsköld |

### Delad sköld
En delad sköld är delad horisontellt på mitten i två fält, ett övre och ett undre. Om skölden är delad med ett tredje fält i annan färg, benämns detta tredje fält bjälke.

### Kluven sköld
En kluven sköld är kluven vertikalt på mitten i två fält (heraldisk höger och vänster, sköldens högra fält kallas dexter och sköldens vänstra fält kallas sinister). Om skölden är kluven med ett tredje fält i annan färg, benämns detta tredje fält stolpe.

### Kvadrerad sköld
Om skölden är både kluven och delad, så att den innehåller fyra fält, kallas den kvadrerad, och en kvadrerad sköld har ibland men inte alltid, i mitten av skölden en mindre hjärtsköld.

### Styckad sköld
En styckad sköld är skuren snett från sköldens övre högra hörn till sköldens undre vänstra hörn. Om skölden är styckad med ett tredje fält i annan färg, benämns detta tredje fält balk.

### Ginstyckad sköld
En ginstyckad sköld är skuren snett från sköldens övre vänstra hörn till sköldens undre högra hörn. Om skölden är styckad med ett tredje fält i annan färg, benämns detta tredje fält ginbalk.

### Fyrstyckad sköld
Om skölden är både styckad och ginstyckad kallas den fyrstyckad.

### Beskrivningar

Boxholms kommunvapen.

När man beskriver hur de olika bilderna förhåller sig till varandra behövs beteckningar för de olika riktningarna. Sköldens nedre del (ungefär den nedre tredjedelen av skölden) kallas stam, och den övre kallas ginstam eller chef  (ungefär den övre tredjedelen av skölden). Höger och vänster betecknas som vanligt eller med de latinska namnen dexter och sinister, men riktningarna är omvända eftersom man förutsätter att beskrivaren håller vapnet framför sig. Sköldens högra del kallas post (ungefär den högra tredjedelen av skölden).
Skölden kan indelas i ett antal fält där nummer ett är längst upp till heraldiskt höger 
(vänster för betraktaren). Som exempel blasoneras Boxholms kommunvapen på följande sätt: Sköld: kvadrerad: 1 och 4 i fält av guld en halv upprest, röd bock med blå beväring; 2 och 3 i rött fält ett järnmärke av guld.

### Tinkturer
Tinktur är en beteckning på den färg en viss del av vapnet har. Tinkturer indelas i metaller (guld och silver) och färger (rött, blått, svart, grönt och purpur; i vissa länder används även ytterligare en eller annan färg). I tryck återges guld som gult, och silver som vitt.
Förutom färger och metaller finns pälsverk, främst hermelin och gråverk. I vissa vapen framställs en allmän bild i naturlig färg, vilket innebär att till exempel en människa är hudfärgad. Detta är något man försöker undvika i moderna vapen men finns i många vapen fastställda under 1700- och 1800-talen.
En av heraldikens huvudregler lyder att man inte får placera en färg på en färg, eller en metall på en metall, en regel som oftast följs, men dock inte alltid. Detta kallas tinkturregeln. Pälsverk och naturlig färg omfattas inte av denna regel. Tinkturregeln gäller dock bara när en bild läggs på ett fält eller en annan bild, inte när två befintliga vapen kombineras som två fält i samma sköld. Undantag måste naturligtvis också göras vid möte av tre tinkturer, till exempel när ett djur har beväring (detaljer som horn, klor eller tungor) i särskild tinktur.
| Tinktur      | Term använd på engelska |          |
| Metaller     | Metaller                | Metaller |
| ------------ | ----------------------- | -------- |
| Guld (gul)   | Or                      |          |
| Silver (vit) | Argent                  |          |
| Färger       |                         |          |
| Blå          | Azure                   |          |
| Röd          | Gules                   |          |
| Purpur       | Purpure                 |          |
| Svart        | Sable                   |          |
| Grön         | Vert                    |          |

### Skuror
Skuror kallas de linjer som man använder för att geometriskt indela en vapenskölds yta, och de betecknas olika beroende på vilken riktning skuran har. De olika delarna kallas sköldens fält. Skuran i sig kan vara utformad på olika sätt, oftast är den helt rak, men undantag finns, som till exempel vågskura, molnskura och sågtandsskura. Om inget annat anges i blasoneringen är skuran rak. 

Västergötland har ginstyckad sköld och ett lejon i motsatta tinkturer

### Bilder
Bilder är de symboler som kan finnas i vapnet, vilka också kallas vapenmärke. Dessa indelas i häroldsbilder, som är enkla, geometriska indelningar av skölden eller fältet genom skuror, samt allmänna bilder, exempelvis djur, verktyg, vapen, blommor etc. Fantasirikedomen här är mycket stor bland de allmänna bilderna. En bild eller grupp av likadana bilder placeras antingen helt och hållet i ett av sköldens fält, eller mitt över en av delningslinjerna. I det senare fallet bör bilden dock följa tinkturregeln i båda fälten. För att uppnå detta om det ena fältet är en färg och det andra en metall kan man dela även bilden med samma sorts delningslinje som avskiljer fälten, så att det ena fältets färg blir bildens färg i det andra och vice versa. Denna metod kallas att bilden är i motsatta tinkturer.
En eller flera bilder kan också placeras på en annan bild. Bilden som utgör bakgrund är vanligen en häroldsbild, eftersom vapnet annars blir alltför komplext.

## Exempel

Stora riksvapnet

Sveriges stora riksvapen blasoneras så här i lagen om Sveriges riksvapen:
Stora riksvapnet utgörs av en blå huvudsköld, kvadrerad genom ett kors av guld med utböjda armar, samt en hjärtsköld som innehåller det kungliga husets dynastivapen. Huvudsköldens första och fjärde fält innehåller tre öppna kronor av guld, ordnade två över en. Huvudsköldens andra och tredje fält innehåller tre ginbalksvis gående strömmar av silver, överlagda med ett upprest, med öppen krona krönt lejon av guld med röd tunga och röda klor.
Hjärtskölden är kluven. Första fältet innehåller Vasaättens vapen: ett i blått, silver och rött styckat fält, belagt med en vase av guld. Andra fältet innehåller ätten Bernadottes vapen: i blått fält en ur vatten uppskjutande bro med tre valv och två krenelerade torn, allt av silver, däröver en örn av guld med vänstervänt huvud och sänkta vingar gripande om en åskvigg av guld samt överst Karlavagnens stjärnbild av guld.
Huvudskölden är krönt med en kunglig krona och omges av Serafimerordens insignier.
Sköldhållare är två tillbakaseende, med kunglig krona krönta lejon med kluvna svansar samt röda tungor, tänder och klor. Lejonen står på ett postament av guld.
Det hela omges av en med kunglig krona krönt hermelinsfodrad vapenmantel av purpur med frans av guld och uppknuten med tofsprydda snören av guld.